# Sveučilište Pierre i Marie Curie
Sveučilište Pierre i Marie Curie (UPMC), također poznato kao Paris VI, bilo je javno istraživačko sveučilište u Parizu od 1971. do 2017. Smješteno na kampusu Jussieu u Latinskoj četvrti, spojilo se sa Sveučilištem Paris-Sorbonne i formiralo Sveučilište Sorbonne.
Paris VI naslijedilo je Fakultet prirodnih znanosti od Sveučilišta u Parizu, koje je podijeljeno nakon studentskih prosvjeda u svibnju 1968. Godine 1971. Faureovim zakonom osnovano je trinaest sveučilišta. Kampus Jussieu, izgrađen 1950-ih i 60-ih na mjestu bivših skladišta vina, dijelio se sa Sveučilištem Paris Diderot i Pariškim geofizičkim institutom.
Sveučilište je 1974. usvojilo ime Curie, u čast fizičara Pierrea i Marie Curie. Godine 2006. udružilo se s UAE-om kako bi se osnovalo Sveučilište Paris-Sorbonne u Abu Dhabiju, a 2007. skratilo je ime na UPMC.
UPMC je bio vodeći francuski znanstveni i medicinski kompleks, dosljedno rangiran na 1. mjestu u Francuskoj i među vodećim svjetskim sveučilištima. ARWU ga je 2014. rangirao na 6. mjesto u Europi i 35. mjesto u svijetu.
Sveučilište je upravljalo s preko 125 laboratorija, uglavnom s CNRS-om, uključujući Institut Henri Poincaré, Institut d'astrophysique de Paris i Laboratoire Kastler-Brossel. Njegov medicinski fakultet djelovao je u bolnicama Pitié-Salpêtrière i Saint-Antoine.
UPMC se 1. siječnja 2018. spojio sa Sveučilištem Paris-Sorbonne, formirajući ujedinjeno Sveučilište Sorbonne.